# Robert Nathan

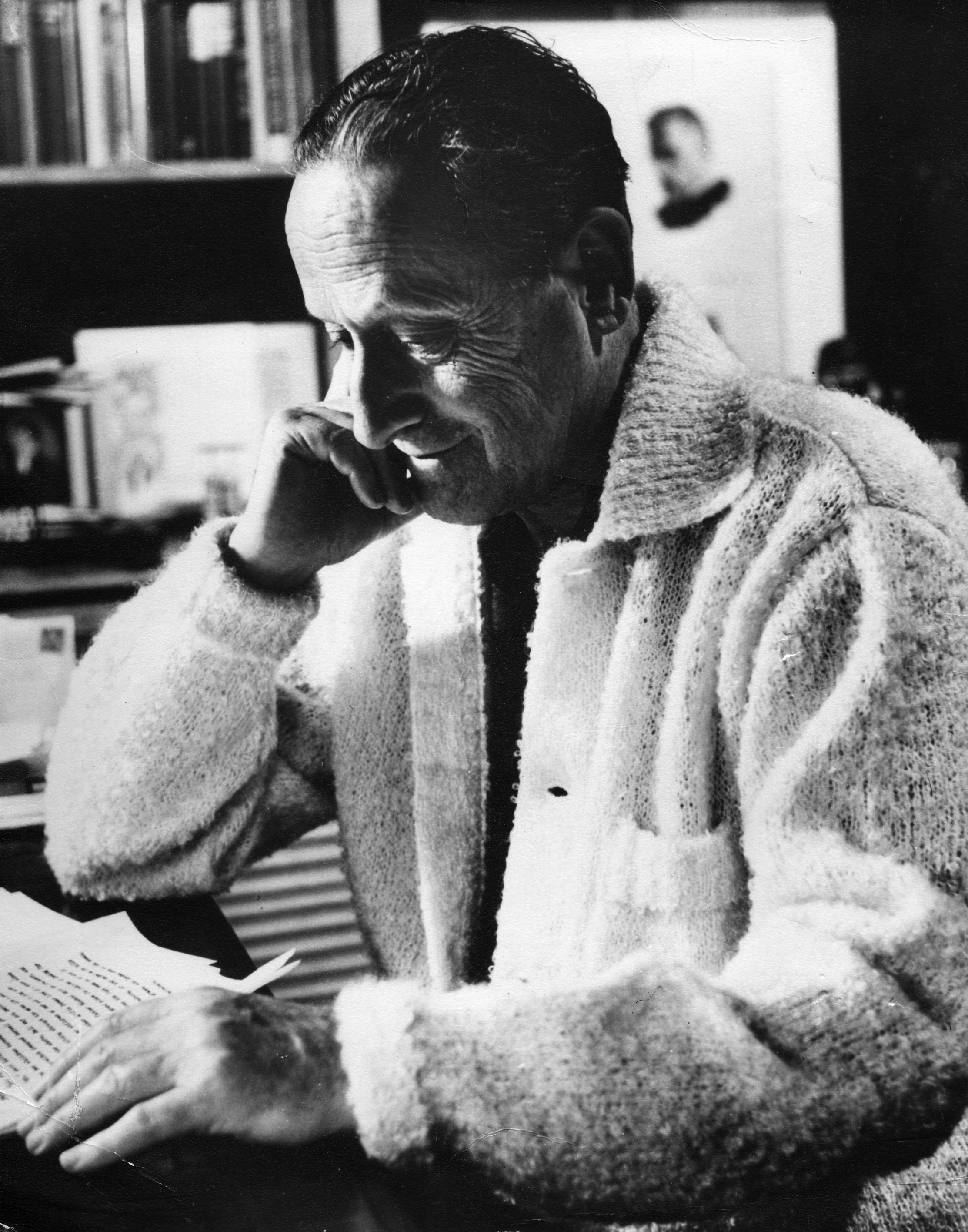
Robert Nathan

Robert Gruntal Nathan  (Nova Iorque, 2 de janeiro de 1894 — Los Angeles, 25 de maio de 1985) foi um romancista e poeta norte-americano.